# Cimetière juif de Novi Pazar
Le cimetière juif de Novi Pazar (en serbe cyrillique : Јеврејско гробље у Новом Пазару ; en serbe latin : Jevrejsko groblje u Novom Pazaru) est situé à Novi Pazar, dans le district de Raška, en Serbie. Il est inscrit sur la liste des monuments culturels protégés de la république de Serbie (identifiant no SK 971),,.